# Nakajima G8N
Nakajima G8N Renzan (jap. 連山, zahodna oznaka "Rita") je bil štirimotorni težki bombnik z dolgim dosegom, ki so ga razvili med 2. svetovno vojno za Imperialno japonsko mornarico. Bil je eno izmed največjih japonskih letal v 2. svetovni vojni. Prvi let je bil 23. oktobra 1944, zgradili so samo štiri letala. 

## Specifikacije (G8N1)
Podatki iz Japanese Aircraft of the Pacific War
Splošne karakteristike
- Posadka: 10
- Dolžina: 22,94 m (75 ft 3 in)
- Razpon kril: 32,54 m (106 ft 9 in)
- Višina: 7,20 m (23 ft 7 in)
- Površina kril: 112 m² (1205 ft²)
- Teža praznega letala: 17.400 kg (38400 lb)
- Naložena teža: 26.800 kg (59100 lb)
- Maks. vzletna teža: 32.150 kg (70900 lb)
- Pogon letala: 4 ×  18-valjni zvezdasti motor Nakajima NK9K-L Homare 24, 1491 kW (2000 KM)  vsak

 Zmogljivost 
- Maks. hitrost: 576 km/h (358 mph)
- Doseg: 7.250 km (4500 milj)
- Višina leta: 10.200 m (33500 ft)
- Hitrost vzpenjanja: 457 m/min (1500 ft/min)
- Obremenitev kril: 239 kg/m² (49 lb/ft²)
- Razmerje moč/teža: 0,22 kW/kg (0,14 KM/lb)

Oborožitev

- 2× 20 mm Type 99 cannon v vsaki od treh kupol
- 2× 13.2 mm (.51 in) Type 2 strojnici v nosu
- 2× 13.2 mm (.51 in) Type 2 strojnici pri straneh
- Do 4000 kg bomb